# Irianoszczur wiewiórkozębny
Irianoszczur wiewiórkozębny (Anisomys imitator) – gatunek ssaka z podrodziny myszy (Murinae) w obrębie rodziny myszowatych (Muridae), występujący endemicznie na Nowej Gwinei.

## Taksonomia
Rodzaj i gatunek po raz pierwszy zgodnie z zasadami nazewnictwa binominalnego opisał w 1904 roku brytyjski zoolog Oldfield Thomas nadając im odpowiednio nazwy Anisomys i Anisomys imitator. Holotyp pochodził z obszaru Avery, nad rzeką Aroa, w Prowincji Centralnej, w Papui-Nowej Gwinei. Jedyny przedstawiciel rodzaju irianoszczur (Anisomys).
Anisomys imitator uważa się za jednego z najbardziej prymitywnych żyjących przedstawicieli rodziny Muridae na podstawie cech czaszkowo-zębowych, potwierdzonych później przez bardziej szczegółową analizę cech zębowych. Dowody molekularne umieszczają Anisomys wśród australijsko-papuańskich członków plemienia Hydromyini, ale nie identyfikują żadnego bliskiego krewnego. Zmienność geograficzną A. imitator należy poddać krytycznej ocenie za pomocą badań morfometrycznych lub genetycznych; do tego czasu autorzy Illustrated Checklist of the Mammals of the World uznają ten takson za gatunek monotypowy.

### Etymologia
- Anisomys: gr. ανισος anisos „nierówny”, od negatywnego przedrostka αν- an-; ισος isos „równy”[9]; μυς mus, μυος muos „mysz”[10].
- imitator: łac. imitator, imitatoris „imitator, naśladowca”, od imitari „naśladować”[11].

## Zasięg występowania
Irianoszczur wiewiórkozębny występuje w Górach Centralnych, od gór Weyland na wschód do gór Owena Stanleya, Cromwell i Rawlinson na półwyspie Huon oraz góry Dayman w górach Maneau w południowo-wschodniej, półwyspowej części.

## Morfologia
Długość ciała (bez ogona) 215–285 mm, długość ogona 275–359 mm, długość ucha 16–26,3 mm, długość tylnej stopy 56–66 mm; masa ciała 280–580 g. Jest to duży przedstawiciel myszowatych, podobny z wyglądu do dużych szczurowców (Uromys). Ma krótkie, szorstkie futro; na grzbiecie przemieszane są włosy czarne i płowe, spód ciała jest białawy, z włosami ciemniejszymi u nasady. Głowa ma szarawy odcień, wokół oczu jest niewyraźna czarna obwódka. Uszy są średniej wielkości, pokryte rzadkimi czarnymi włosami. Nogi są ciemnoszare, jaśniejsze od wewnątrz. Dłonie i stopy są brązowe, z białawymi końcami palców, od spodu nagie. Cechą charakterystyczną tego gatunku są nietypowe zęby: dolne siekacze są o połowę węższe od górnych, zaś w porównaniu z dużymi siekaczami trzonowce są nieoczekiwanie drobne; autor opisu gatunku spekulował, że tak wyposażony gryzoń może jadać twarde kokosy o miękkim wnętrzu.

## Ekologia
Żyje w wyżynnej środkowej części wyspy, po obu stronach Gór Centralnych, na wysokościach od 1200 do 3500 m n.p.m. Jest spotykany w wilgotnym lesie równikowym, w siedliskach wtórnych i ogrodach.

## Populacja i zagrożenia
Irianoszczur wiewiórkozębny jest spotykany na dużym obszarze. Zagęszczenie populacji jest niewielkie, jest on naturalnie rzadki; jego liczebność jest uznawana za stabilną. Zagrożeniem dla niego jest rywalizacja ze strony szczurów śniadych, a także możliwość zarażenia chorobami i pasożytami tych gryzoni. Jest także odławiany przez rdzenną ludność jako źródło pożywienia, dla zębów i skór, ale nie jest to uznawane za zagrożenie dla gatunku. Występuje w obszarach chronionych, w niektórych tubylcy mają prawo do polowań. Irianoszczur wiewiórkozębny jest przez Międzynarodową Unię Ochrony Przyrody uznawany za gatunek najmniejszej troski.